# Jayavarman II

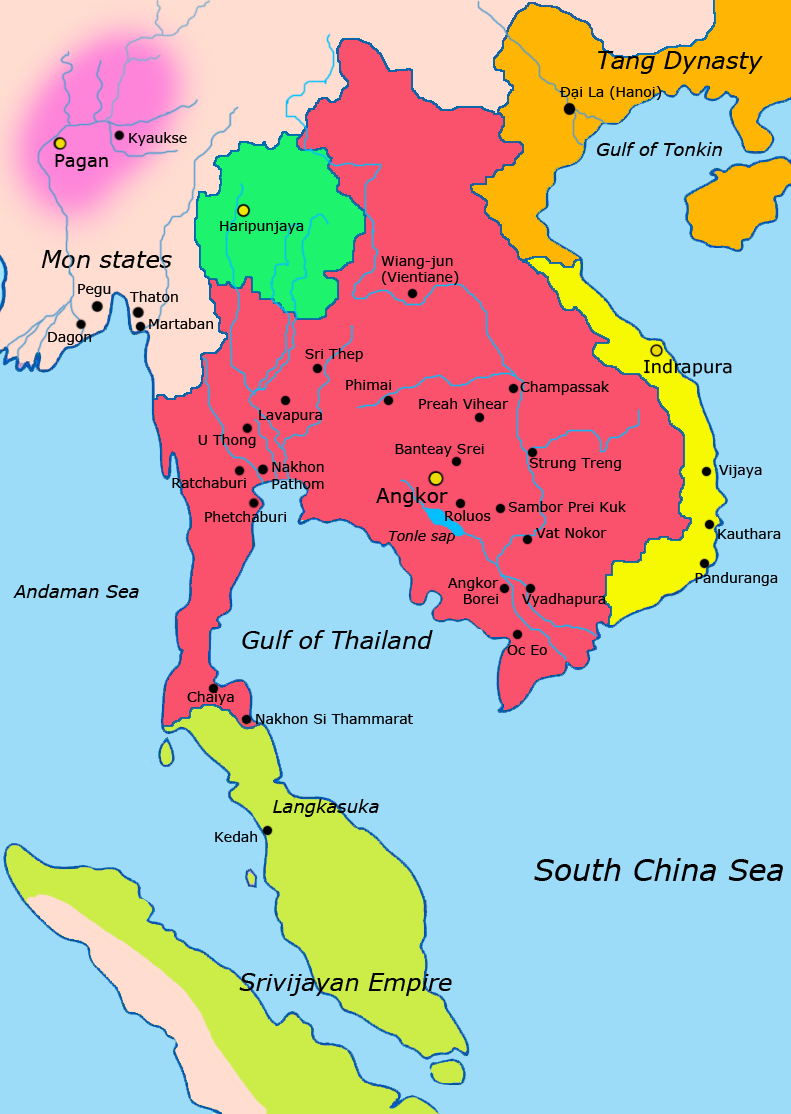
Khmerriket (markerat med rött på kartan), omkring ett århundrade efter att Jayarvarman II grundade riket.

Jayavarman II (khmer: ជ័យវរ្ម័នទី២), efter sin död även Paramesvara ("högste härskare"), född cirka 770, död 850, var den kung som grundade Khmerriket i Sydostasien, och regerade där åtminstone under början av 800-talet.
Jayavarman tros vara khmer från Java och var den första ledaren som skapade ett enat och självständigt Khmerrike. Han etablerade en roll som gud och kung i en person, även kallad devaraja och det bildas en religiös kult kring hans person. En tradition som kom att användas även av efterkommande regenter. 
Jayavarman, som kan ha haft khmerbakgrund, hade före sitt regentskap levt i exil eller suttit i fångenskap på Java. Han anlände till Kambodja för att ta över tronen som Javas vasall, enligt Encyclopedia Britannica omkring år 800. Enligt samma källa besegrade han år 802 javaneserna och vann självständighet åt Khmerriket. Genom hinduiska riter gjordes han då också till devarāja, gudkonung.
Tidigare har det sagts att Jayavarman grundade och var kung över Khmerriket under tidsperioden 802-850, men nyare forskning har visat att det finns anledningar att tidigarelägga hans period som regent.
Jayavarman utvidgade riket geografiskt under sin regeringstid och han grundade och bytte huvudstad vartefter riket växte. Den stad som kom att bli rikets huvudstad under Jayavarmans sista tid som regent var Hariharalaya (sydost om dagens Siem Reap), där han dog år 850. Till hans politiska framgångar hör upphöjandet av den khmeriska monarkin till gudomlig status, införandet av devarajakulten som statsreligion och återförenandet av det gamla riket Chenla som han utvidgade till Khmerriket.